# Rychwał
Rychwał és una ciutat de Polònia, pertany al voivodat de Gran Polònia. Es troba a 18 km al sud de Konin i a 94 km al sud-est de Poznań, la capital de la regió. El 2016 tenia 2.357 habitants.

## Galeria d'imatges

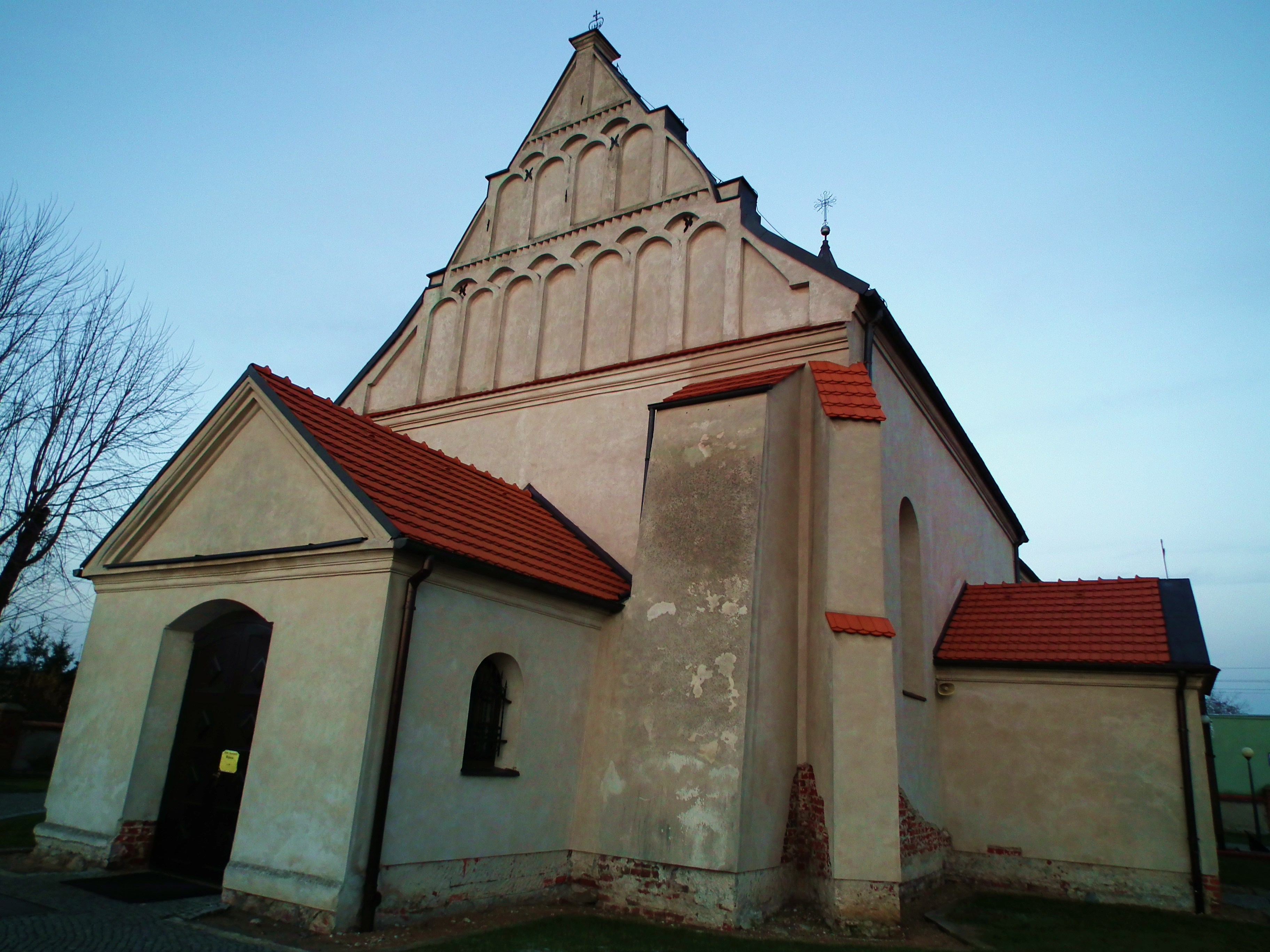
Façana de l'església parroquial
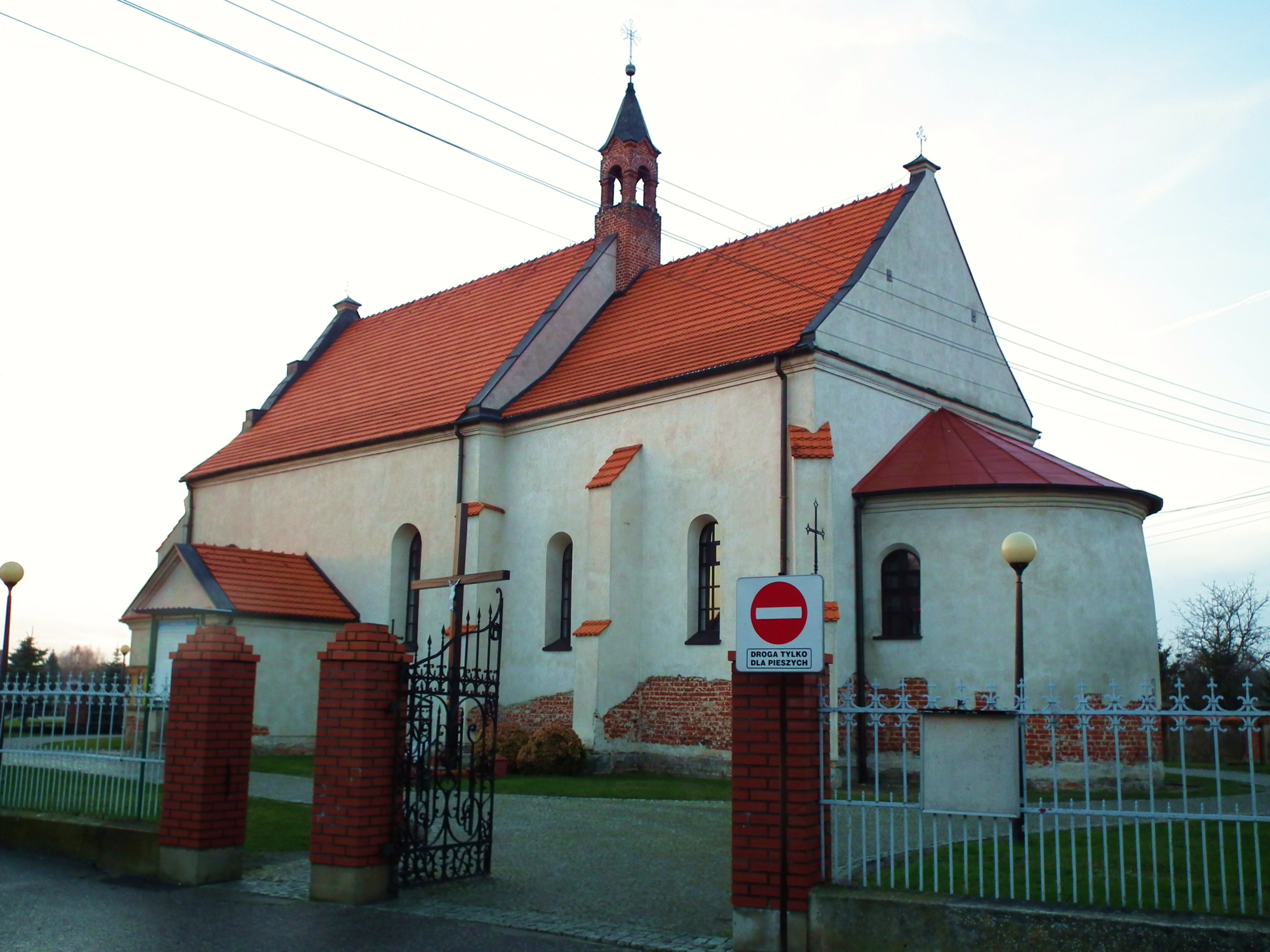
L'església
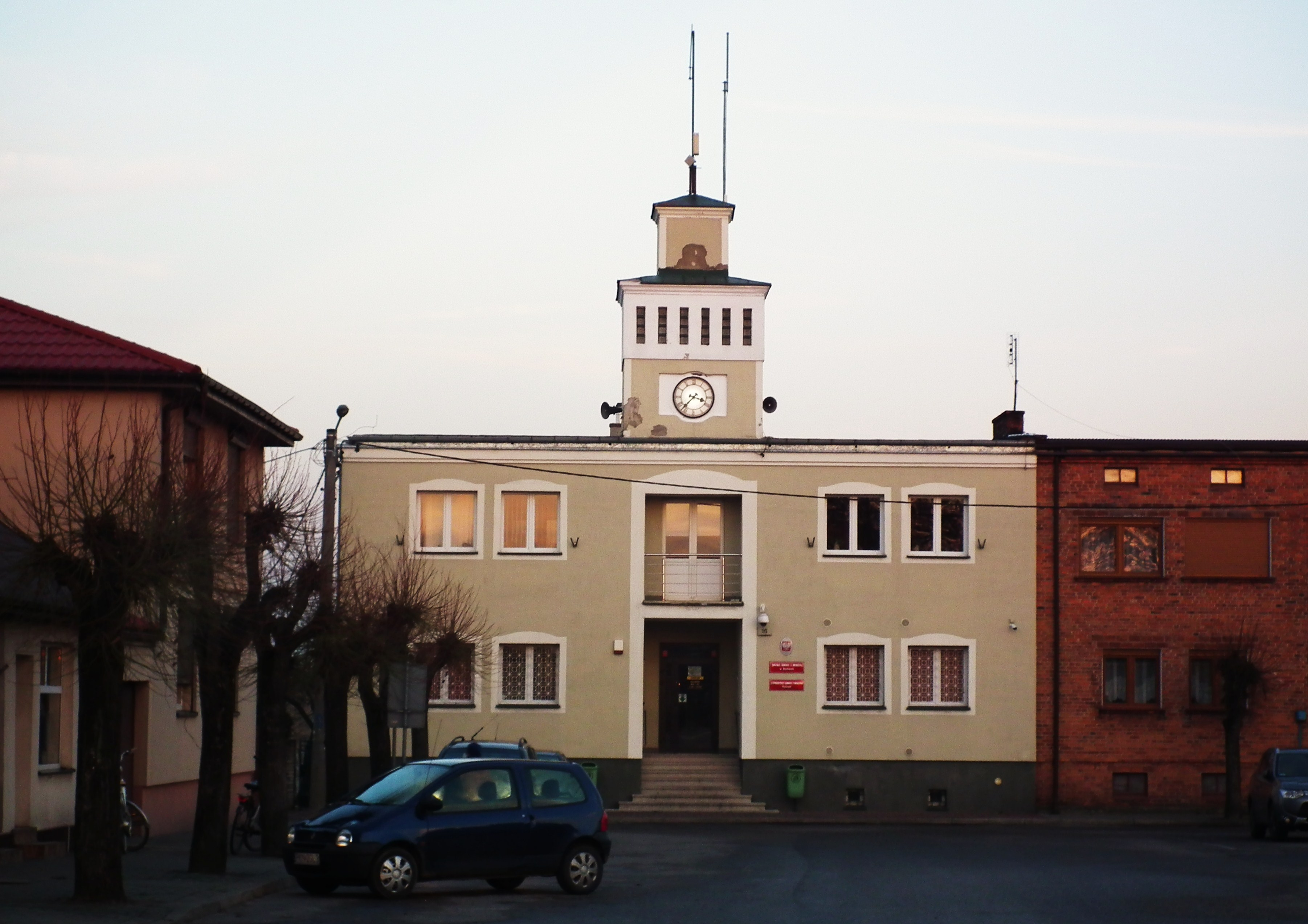
L'ajuntament
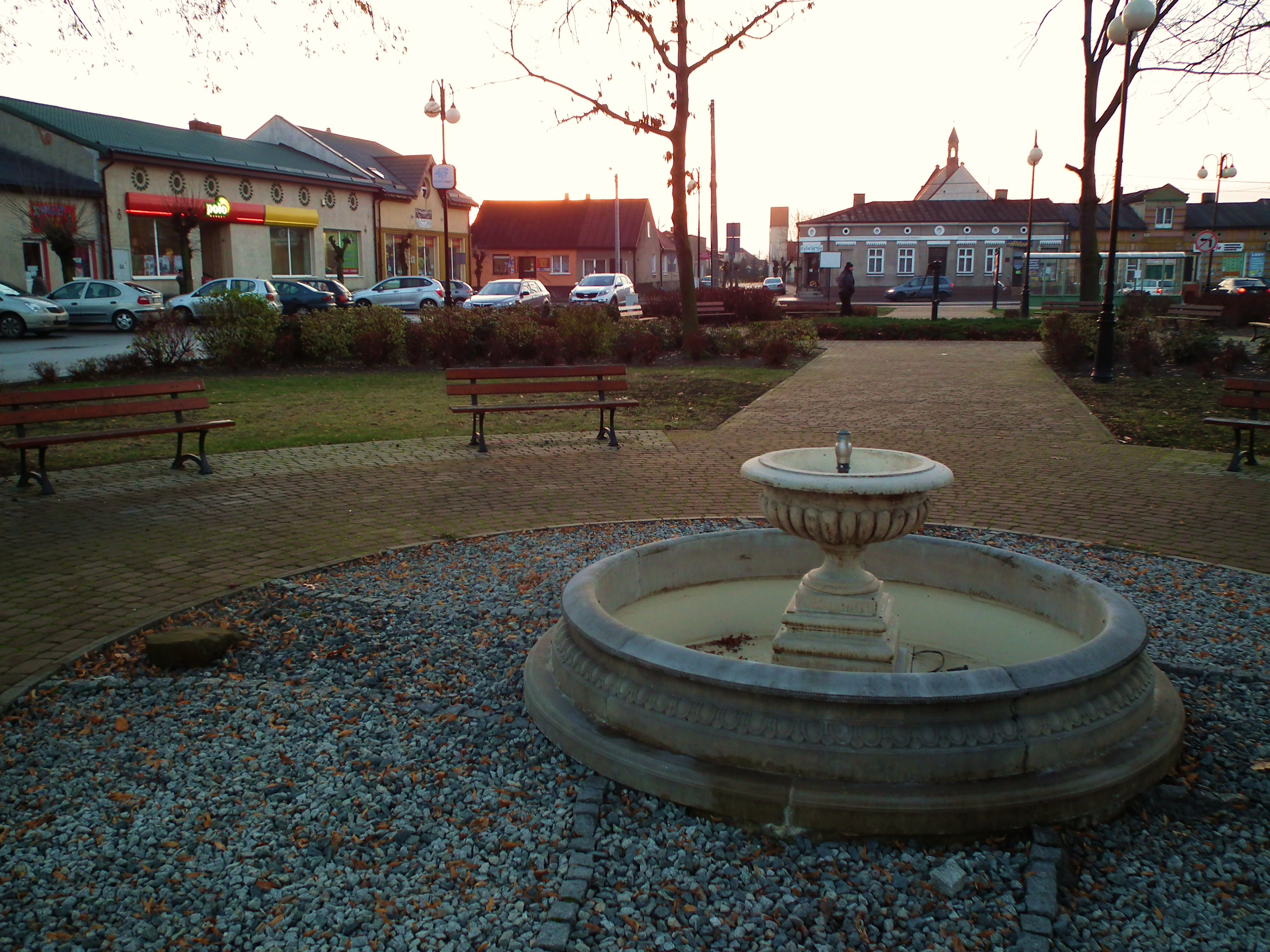
La plaça del mercat